# خدایان جنگ
خدایان جنگ (به انگلیسی: Gods of War) نام یکی از آلبوم‌های استودیویی گروه هوی متال منووار است که در فوریهٔ سال ۲۰۰۷ و با لیبل مجیک سیرکل میوزیک روانهٔ بازار شد.
این آلبوم اولین بخش از مجموعه آلبوم‌های گروه به شمار می‌آید که بر مبنای ایدهٔ پیشکش به خدایان جنگ اساطیری در فرهنگ‌های مختلف، ساخته می‌شوند. جوی دی‌مَیو(ترانه‌سرا و آهنگ‌ساز) در خدایان جنگ، اودین را به عنوان شخصیت اولین آلبوم از این مجموعه برگزیده است. آلبوم چندآهنگهٔ(EP) ترانه‌هایی از اودین که در سال ۲۰۰۵ منتشر شد، در واقع پیش‌درآمدی بر خدایان جنگ بود. تمام متن موجود در دفترچهٔ همراه آلبوم با الفبای رونی نگاشته شده و آفرینندهٔ نگارهٔ روی جلد
-طبق روال چند آلبوم گذشتهٔ گروه-، کِن کِلی است.
موسیقی منووار در این آلبوم آشکارا از سیمفونیک متال تاثیر گرفته و تقریباً در تمام قطعات از کیبورد، همراهی گروه کُر و تنظیم‌های ارکسترال استفاده شده است.

## آهنگ‌ها[۲]
| شماره | نام آهنگ                                      | معنی نام                         | آهنگ‌ساز          | مدت  |
| ----- | --------------------------------------------- | -------------------------------- | ---------------- | ---- |
| ۱     | Overture to the Hymn of the Immortal Warriors | «آورتور سرود جنگجویان فناناپذیر» | دی‌مَیو            | ۶:۱۹ |
| ۲     | The Ascension                                 | «معراج»                          | دی‌مَیو            | ۲:۳۰ |
| ۳     | King of Kings                                 | «خدای خدایان»                    | دی‌مَیو            | ۴:۱۷ |
| ۴     | Army of the Dead, Part I                      | «ارتش مرده، بخش اول»             | دی‌مَیو            | ۱:۵۸ |
| ۵     | Sleipnir                                      | «سلیپنیر»                        | دی‌مَیو/کارل لوگان | ۵:۱۳ |
| ۶     | Loki God of Fire                              | «لاکی خدای آتش»                  | دی‌مَیو            | ۳:۴۹ |
| ۷     | Blood Brothers                                | «برادران خونی(هم‌خون)»            | دی‌مَیو            | ۴:۵۴ |
| ۸     | Overture to Odin                              | «آورتور اودین»                   | دی‌مَیو            | ۳:۴۱ |
| ۹     | The Blood of Odin                             | «خون اودین»                      | دی‌مَیو            | ۳:۵۷ |
| ۱۰    | The Sons of Odin                              | «پسران اودین»                    | دی‌مَیو            | ۶:۲۳ |
| ۱۱    | Glory Majesty Unity                           | «افتخار اتحاد اعلیحضرت»          | دی‌مَیو            | ۴:۴۱ |
| ۱۲    | Gods of War                                   | «خدایان جنگ»                     | دی‌مَیو            | ۷:۲۵ |
| ۱۳    | Army of the Dead, Part II                     | «ارتش مرده، بخش دوم»             | دی‌مَیو            | ۲:۲۰ |
| ۱۴    | Odin                                          | «اودین»                          | دی‌مَیو            | ۵:۲۶ |
| ۱۵    | Hymn of the Immortal Warriors                 | «سرود جنگجویان فناناپذیر»        | دی‌مَیو            | ۵:۲۹ |
| ۱۶    | Die for Metal                                 | «مردن برای متال»(آهنگ اضافی)     | دی‌مَیو/کارل لوگان | ۵:۱۷ |

## رتبهٔ آلبوم در جدول فروش کشورها
| جدول فروش (سال ۲۰۰۷ میلادی)      | بالاترین جایگاه |
| -------------------------------- | --------------- |
| جدول رسمی فروش آلبوم‌ها در سوئد   | ۱۷              |
| جدول رسمی فروش آلبوم‌ها در فنلاند | ۱۲              |
| جدول رسمی فروش آلبوم‌ها در نروژ   | ۳۶              |
| جدول رسمی فروش آلبوم‌ها در آلمان  | ۲               |
| جدول رسمی فروش آلبوم‌ها در یونان  | ۲               |